# Кенал-Фултон (Огайо)
Кенал-Фултон (англ. Canal Fulton) — місто (англ. city) в США, в окрузі Старк штату Огайо. Населення — 5325 осіб (2020).

## Географія
Кенал-Фултон розташований за координатами 40°53′18″ пн. ш. 81°35′21″ зх. д. / 40.88833° пн. ш. 81.58917° зх. д. (40.888460, -81.589277).  За даними Бюро перепису населення США в 2010 році місто мало площу 8,59 км², з яких 8,44 км² — суходіл та 0,15 км² — водойми.

## Демографія
Згідно з переписом 2010 року, у місті мешкало 5479 осіб у 2186 домогосподарствах у складі 1488 родин. Густота населення становила 638 осіб/км².  Було 2362 помешкання (275/км²).
Расовий склад населення:
| - 97,0 % — білих - 0,6 % — чорних або афроамериканців - 0,4 % — азіатів - 0,1 % — корінних американців |

До двох чи більше рас належало 1,7 %. Частка іспаномовних становила 1,5 % від усіх жителів.
За віковим діапазоном населення розподілялося таким чином: 23,1 % — особи молодші 18 років, 59,3 % — особи у віці 18—64 років, 17,6 % — особи у віці 65 років та старші. Медіана віку мешканця становила 40,3 року. На 100 осіб жіночої статі у місті припадало 89,4 чоловіків;  на 100 жінок у віці від 18 років та старших — 84,2 чоловіків також старших 18 років.
Середній дохід на одне домашнє господарство  становив 55 532 долари США (медіана — 44 132), а середній дохід на одну сім'ю — 67 677 доларів (медіана — 59 988). Медіана доходів становила 50 600 доларів для чоловіків та 37 942 долари для жінок. За межею бідності перебувало 11,6 % осіб, у тому числі 20,1 % дітей у віці до 18 років та 6,3 % осіб у віці 65 років та старших.
Цивільне працевлаштоване населення становило 2766 осіб. Основні галузі зайнятості: освіта, охорона здоров'я та соціальна допомога — 24,1 %, мистецтво, розваги та відпочинок — 13,9 %, роздрібна торгівля — 13,1 %.